# Emilie Lennert
Karen Agathe Emilie Marie Lennert (geb. Olsen; * 5. November 1931 in Sisimiut; † 3. Mai 2019) war eine grönländische Politikerin (Atassut).

## Leben
Emilie Lennert war die Tochter des Schmieds Frederik „Farda“ Elias Rasmus Olsen (1903–1972) und seiner Frau Dorthea „Dorthêraĸ“ Bolette Frederikke Lennert (1902–1966). Über ihren Vater war sie die Nichte des Pastors Jens Olsen (1894–1966) und die Cousine von dessen Sohn Ôdâĸ Olsen (1928–1992). Am 25. Januar 1959 heiratete sie den drei Jahre jüngeren Maschinisten Knud Rasmussen Lennert (* 1934), Sohn von Karl Frederik Peter Lennert (1900–?) und Hansine Sesilie Jakobine Lennert (1902–?). Aus der Ehe stammen die vier Kinder Hans Kristian (* 1955), Klari (* 1959), Charlotte (* 1963) und Sivert (* 1966).
Emilie Olsen besuchte von 1946 bis 1948 Grönlands einzige weiterführende Mädchenschule in Aasiaat, wonach sie von 1948 bis 1950 in Nuuk ihren Realschulabschluss machte. Anschließend begann sie eine Ausbildung im Büro des Landshøvdings in Nuuk. Im selben Jahr erfuhr Grönland eine große Umwandlung. So wurden die beiden Kolonien Nord- und Südgrönland zusammengelegt und es wurde mehr Wert auf die grönländische Kultur gelegt, womit ein Gebrauch der grönländischen Sprache in öffentlichen Behörden einherging. Zu diesem Zweck suchte man zweisprachige Grönlander, die in Finanz- und Kommunalverwaltung arbeiten sollten. Daher besuchte Emilie Olsen die Handelsschule in Kopenhagen, wo sie 1952 ihr Handelsexamen abschloss und anschließend in Sisimiut im Finanzbüro arbeitete.
Sie kam in Kontakt mit der Kommunalpolitik und kandidierte 1967 bei der Kommunalwahl und wurde nicht nur gewählt, sondern auch zur Bürgermeisterin der Gemeinde Sisimiut ernannt. Dies blieb sie bis 1979. Sie blieb nach 1979 auch weiterhin im Gemeinderat vertreten. Bei der Parlamentswahl 1983 ließ sie sich als Vertreterin für Anguteeraq Davidsen aufstellen. Bei der Wahl 1984 trat sie selbst an und wurde ins Inatsisartut gewählt. 1987 gelang ihr die Wiederwahl, ebenso wie 1991. Von 1993 bis 1997 war sie 2. Vizebürgermeisterin. Zur Parlamentswahl 1995 trat sie nicht mehr an.
1967 kam sie in den Aufsichtsrat der Knud Rasmussenip Højskolia in Aasiaat, wo sie von 1979 bis 1993 als Vorsitzende fungierte. Während ihrer Zeit dort erweiterte sie die Hochschule um eine Frauenhochschule. Von 1972 bis 1979 war sie die Vertreterin der Gemeinde Sisimiut in der KANUKOKA. Zudem war sie von 1979 bis 1983 Richterin am Kreisgericht in Sisimiut. Während ihrer politischen Karriere war sie in einer Vielzahl verschiedener kommunaler und landesweiter Ausschüsse aktiv.
1975 erhielt sie die Fortjenstmedaljen. Am 21. Juni 1997 wurde sie zudem mit dem Nersornaat in Silber ausgezeichnet. Sie starb im Mai 2019 im Alter von 87 Jahren.